# Lepismium paranganiense
Lepismium paranganiense és una espècie vegetal del gènere Lepismium de la família de les cactàcies.

## Descripció
Lepismium paranganiense creix de forma epífita o litòfita, és arbustiva i densament ramificada i es va penjant amb el pas del temps. Els segments de les tiges, de tres a cinc talls fan entre 2 a 4 metres de llarg, fan fins a 1 centímetre de diàmetre i no formen arrels aèries. Les arèoles tenen d'una o tres pèls curts. Les dues a quatre espines blanquinoses que se'n deriven tenen una llargada de fins a 6 mil·límetres.
Les flors en forma de roda, apareixen en raïms a les puntes de les tiges i són de color blanc crema a groc. Tenen fins a 2 centímetres de llarg.

## Distribució
Lepismium paranganiense està molt estès als departaments bolivians de La Paz i Cochabamba als boscos de Yungas dels 2200 fins als 3000 metres d'altitud.

## Taxonomia
Lepismium paranganiense va ser descrita per Wilhelm A. Barthlott i publicat a Bradleya; Yearbook of the British Cactus and Succulent Society 5: 99. 1987.
Etimologia
Lepismium : nom genèric que deriva del grec: "λεπίς" (lepis) = "recipient, escates, apagat" i es refereix a la forma en què en algunes espècies les flors es trenquen a través de l'epidermis.
paranganiense: epítet significa "que creix a l'hisenda Parangani a Bolívia".
Sinonímia
- Acanthorhipsalis paranganiensis (Cárdenas) (1952)[2] (basiònim)
- Rhipsalis paranganiensis (Cárdenas) Kimnach (1983)
- Pfeiffera paranganiensis (Cárdenas) P.V.Heath (1994)
- Nothorhipsalis paranganiensis (Cárdenas) Doweld (2002)